# CANZUK

CANZUK은 캐나다, 호주, 뉴질랜드, 영국 사이에 과거에 존재했던 EEC와 규모가 비슷한 국제 조직 혹은 국가 연합을 형성하는 제안된 동맹을 일컫는다. 정치, 경제, 사회, 문화적으로 비슷한 이들 4개국 사이의 무역 증대, 대외 공조, 군사 협력, 국민들의 자유로운 이동을 목표로 한다. CANZUK의 개념은 캐나다에서 2015년 세워진 단체 CANZUK 인터내셔널을 비롯해 여러 싱크 탱크의 지지를 받고 있다.